# Měřicí můstek

Schéma Wheatstonova můstku

Měřicí můstek je elektrický obvod složený ze čtyř impedancí a to tak, že tvoří uzavřený čtyřúhelník. Účelem můstku je zjišťovat impedanci Rx na místě jedné z nich. Přitom impedance R2 je proměnlivá, aby se můstek dal vyrovnat. Při vyrovnaném můstku je úbytek napětí na R1 a R3 stejný (právě tak jako na R2 a Rx), takže mezi body D a B není žádný rozdíl napětí. Galvanometrem v úhlopříčce DB tudíž neteče proud a nezaznamená žádnou výchylku.
Při vyrovnaném můstku tedy platí, že
{\displaystyle {\begin{aligned}{\frac {R_{2}}{R_{1}}}&={\frac {R_{x}}{R_{3}}}\\\Rightarrow R_{x}&={\frac {R_{2}}{R_{1}}}\cdot R_{3}\end{aligned}}}

## Funkce
Můstky se používají k přesnému měření elektrických veličin - kapacity, odporu nebo indukčnosti. Měření můstkovými metodami se zakládá na dosažení rovnováhy mezi větvemi můstku. Tuto rovnováhu zjišťujeme galvanometrem, zapojeným mezi uzly D a B. Na uzlech A, C je pak připojeno střídavé nebo stejnosměrné napájení (podle měřené veličiny: pro kapacitu a indukčnost střídavé, pro odpory stejnosměrné i střídavé, lepší je však stejnosměrné). Společným znakem je napájení, které je připojeno k jedné úhlopříčce můstku, i způsob indikace: indikátor se zapojí k druhé úhlopříčce, vyvažování větví je stejné, pomocí proměnného rezistoru, zapojeného jako reostat.
Měření je přesné, ale jen ve střední oblasti proměnného rezistoru Rx. Proto se měřicí rozsah obvykle omezuje na poměr 1:10 a místo pevného rezistoru R1 se užívá přepínatelná odporová dekáda.

## Typy můstků
- Wheatstoneův můstek – používá se k měření malých hodnot odporu.
- Thomsonův můstek – používá se k měření velmi malých hodnot odporu.
- De Sautyho můstek – používá se k měření kapacity.
- Scheringův můstek – používá se k měření kapacity.
- Fosterův můstek – používá se k měření kapacity.
- Careyho - Fosterův můstek – používá se k měření indukčnosti.
- Wienův můstek – používá se k měření kapacity.
- Campbellův můstek – používá se k měření indukčnosti nebo kapacity.
- Maxwellův můstek – používá se k měření indukčnosti nebo kapacity.
- Owenův můstek – používá se k měření indukčnosti.
- Hayův můstek – používá se k měření velkých indukčností.
- Andersonův můstek – používá se k přesným měřením indukčnosti.
- Giebeho-Zicknerův můstek – používá se k měření kapacity.